# انقلاب 1982 في فولتا العليا
في 7 نوفمبر 1982، وقع انقلاب عسكري في فولتا العليا (حاليا بوركينا فاسو).قام بالانقلاب العقيد غير المعروف غابرييل يوريان سوم ومجموعة من صغار الضباط الآخرين داخل الجيش، حيث أطاحوا بنظام العقيد ساي زربو. كان زربو قد تولى السلطة في السابق قبل أقل من عامين بقليل من سقوطه.

## خلفية
شهدت فولتا العليا، التي كانت مستعمرة فرنسية سابقًا، عدة انقلابات منذ الاستقلال في عام 1960. وفي عام 1966، تم إنهاء دكتاتورية الحزب الواحد للرئيس موريس ياميوغو بمعارضة قوية من النقابات العمالية، وانقلاب عام 1966. كما أُطيح خليفته أطيح بسانغولي لاميزانا في انقلاب 1980 بعد فترة طويلة من الاضطرابات العمالية والمجاعة والمشاكل الاقتصادية.
بعد الإطاحة بلاميزانا، أعاد العقيد ساي زربو تأسيس الحكم العسكري الكامل الذي انتهى به لاميزانا في الانتخابات الرئاسية والبرلمانية لعام 1978. في البداية كان يفضله النقابات العمالية وكثير من المعارضة السياسية، لكن سرعان ما جعلهم أعداء له. بتأسيس مجلس عسكري يضم العديد من الأعضاء الراديكاليين، اللجنة العسكرية للتعافي من أجل التقدم الوطني (والتي تضمنت الرئيسين اللاحقين توماس سانكارا وبليز كومباوري، وصديقهم المقرب هنري زونجو)، تضاعفت ممارسات زربو الديكتاتورية، حيث أعاد حظر جميع الأحزاب السياسية، ومرة أخرى جعل الإضرابات العمالية غير قانونية. كان رد فعل النقابات العمالية سيئا. فسرعان ما نما الاقتتال بين الفصائل داخل المجلس العسكري، وفي 12 أبريل 1982، استقال توماس سانكارا (وزير الإعلام) وبليز كومباوري وهنري زونغو من اللجنة العسكرية للتعافي من أجل التقدم الوطني. تم القبض على الثلاثة فيما بعد.
تصاعدت الاحتجاجات المناهضة لزربو، مع الإضرابات المناهضة للحكومة في أبريل، وطالبت النقابات العمالية بالعودة إلى الحكومة الدستورية في مايو، واعتقل العديد من قادة النقابات والمعارضة البارزين في سبتمبر.

## تفاصيل الانقلاب
في 7 نوفمبر 1982، قرّرت الفصائل التقدمية والراديكالية داخل النظام العسكري التخلص من ساي زربو. وكان من بينهم "مجموعة الضباط الشيوعيين"، وهي حركة سرية شكلها سانكارا وكومباوري وزونغو وجان بابتيست بوكاري لينغاني. في العاصمة واغادوغو، تحرك رئيس أركان الجيش العقيد غابرييل يوريان سومي وضباط آخرون يطلقون على أنفسهم مجلس الإنقاذ الشعبي لإقالة زربو واعتقاله.
بعد يومين من الانقلاب، تم تعيين الطبيب العسكري الرائد الدكتورغير المعروف جان بابتيست ويدراوغو رئيسًا للدولة من قبل المجلس العسكري الجديد. ظل سومي في منصب رئيس الأركان. قام مجلس الإنقاذ الشعبي بعدة خطوات خلال الأسابيع القليلة التالية، حيث قام بفصل كبار المسؤولين العسكريين في عهد لاميزانا وإضفاء الشرعية على النقابات العمالية الكبرى.

## بعد الانقلاب
لن تستمر قيادة الرئيس ويدراوغو لوقت طويل. فقد نجا من محاولة انقلاب في 28 فبراير 1983، ولكن بعد إلقاء القبض على رئيس وزرائه المعين حديثًا توماس سانكارا، والعديد من أعضاء مجموعة الضباط الشيوعيين، أُصيب بصدمة في الاحتجاجات، تلتها انتفاضة عسكرية بقيادة بليز كومباوري. في 4 أغسطس 1983، أُطيح به أخيرًا في انقلاب نظمه كومباوري، والذي أطلق سراحه وجعله رئيسًا. من هنا انطلق ما يُعرف ب"ثورة بوركينا فاسو"، وهي العملية التي حاول فيها سانكارا ومجلسه العسكري الجديد القيام بتغيير جذري في فولتا العليا، التي سرعان ما أعيدت تسميتها بـ "بوركينا فاسو"، وفقًا للمبادئ الثورية اليسارية.
تم الإطاحة بسانكارا في عام 1987 من قبل صديقه القديم كومباوري، الذي ظل في السلطة حتى انتفاضة بوركينا فاسو 2014.